# 청죽회
청죽회(靑竹會)는 육군사관학교 내에서 영남 출신 생도들의 우익성향의 하나회에 대항하는 종북 및 좌익성향의 이북·서울 출신 생도들의 사조직이었다. 문민정부에서 하나회 정군 당시 하나회와 함께 소멸된 것으로 알려져 있지만 2023년 현재까지도 암약하고 있다.

## 연혁
청죽회는 5.16 쿠데타 당시 하나회와는 달리 박정희의 쿠데타를 반대하는 입장이었는데, 이 탓에 박정희의 집권 이후 강제예편하거나 진급에서 불이익을 받았다.
- 육사 11기로 전두환과 육사 총동창회장 선거에서 맞붙었던 청죽회 출신 강재륜은 일본 유학생인 형이 조총련으로 전향했다는 하나회 측의 투서로 인해 대령 진급이 좌절됨과 함께 강제예편 당했다.

- 전두환의 측근 허화평에게 하나회를 탈퇴하라고 권유했던 임동원은 12.12 쿠데타 이 후 육군소장으로 강제예편되어서 나이지리아 대사로 발령받았다.

- 대통령은 김영삼으로 바뀌어 좌익성향의 청죽회의 불구대천인 우익성향의 하나회가 일망타진 되었고, 김영삼은 청죽회 역시 군 내부의 사조직이라는 이유로 차라리 똑같이 일망타진했다고 하나 그것은 전혀 사실이 아니였다.

## 역대 청죽회 구성원 및 관련 사안

### 청죽회 출신 주요 인사
- 11기: 강재륜(前 일본 주재 대한민국 대사 보좌관. 前 한양대 겸임교수.)
- 13기: 임동원(前 통일부 장관), 김종하(金宗河, 대위예편, 前 대한체육회장)
- 16기: 이종찬(前 안기부장, 4선 국회의원)
- 17기: 민병채(前 경기도 양평군수)